# Освобождение Артвина
Освобождение Артвина (тур. Artvin’in Kurtuluşu) — термин, используемый в Турции для обозначения перехода региона Артвин под контроль Анкары в марте 1921 года. Несмотря на отсутствие боевых действий, дата 7 марта официально считается днём «освобождения Артвина от вражеской оккупации» и ежегодно отмечается в виде памятных мероприятий и народных торжеств.

## Исторический контекст
После подписания Берлинского договора в 1878 году в результате русско-турецкой войны 1877–1878 годов, регион Артвин, в составе Ливанской казы, был передан Российской империи в качестве военной контрибуции. В 1879 году на его территории был образован Артвинский округ в составе Батумской области, куда также входили участки Артвин, Ардануч и Шавшет-Имерхев. Современные районы Хопа и Кемальпаша входили в состав Гонийского участка Батумского округа.

С октября 1917 года, после Февральской и Октябрьской революций в России, Российская империя прекратила контроль над регионом. В 1918 году Артвин оказался в составе Демократической Республики Грузия. Этот статус был признан Советской Россией по Московскому договору от 7 мая 1920 года.
Однако в феврале 1921 года началось вторжение Красной Армии в Грузию, и вскоре после этого Анкарское правительство потребовало от Грузии вывести войска из региона Артвин. Под давлением как со стороны Турции, так и со стороны наступающих советских войск, грузинская армия оставила Артвин, не вступая в бой. Согласно Мустафе Кемалю Ататюрку, 23 февраля 1921 года Турция предъявила ультиматум по вопросу Артвина, Ардахана и Батуми, после чего турецкие войска вошли в регион.
Дата официального входа турецких войск в Артвин варьируется по источникам. Мемуары Йенибахчели Шюкрю-бея указывают на 6 марта, тогда как Муваххид Зеки в своей книге «Общие сведения о вилайете Артвин» приводит дату 7 марта.

## Празднования
Хотя переход Артвина под контроль Турции произошёл без вооружённого столкновения, событие официально трактуется как «освобождение от вражеской оккупации». С 1920-х годов эта дата ежегодно отмечается как День освобождения Артвина.
Торжественные мероприятия 7 марта включают:
- церемонии возложения венков к памятнику Ататюрку на площади Национальной Воли (Milli İrade Meydanı),
- выступления официальных лиц,
- культурные фестивали, организуемые местными властями и неправительственными организациями.

Среди организаторов и участников этих мероприятий были Фонд служения артвинцам (Artvinliler Hizmet Vakfı), Фонд образования и культуры Мачахели (Macahel Vakfı), а также известные грузинские артисты из Артвина — Байар Шахин, ансамбль Samida, Эрол Алкан и др.
Несмотря на это, в некоторых официальных источниках события 1921 года интерпретируются как «освобождение от 45-летнего ига», приравнивая российский и грузинский периоды к «вражеской оккупации».